# Breezanddijk
Breezanddijk is een gehucht in de gemeente Súdwest-Fryslân, in de Nederlandse provincie Friesland, dat op/aan de Afsluitdijk ligt op het voormalige werkeiland Breezand, twaalf kilometer van de Friese kust. Tot 2011 lag Breezanddijk in de toenmalige gemeente Wonseradeel.
Breezanddijk had in 2011 volgens de gemeente slechts vier inwoners. Het CBS geeft voor 2023 een inwonertal van 5; dit betreft echter een afronding op een vijftal. De enige straatnaam is Afsluitdijk. Er zijn zeven adressen. Zes hebben een bedrijfsfunctie, het zevende is een woonboot en het enige bewoonde adres. Daarmee is het de kleinste bewoonde plaats in Nederland (Koudekerke op Schouwen-Duiveland in de provincie Zeeland en Helwerd in de provincie Groningen zijn helemaal onbewoond). 
Het adres van Breezanddijk heeft een unieke postcode: het is het enige adres met postcode 8766 TS en dit is de enige postcode met de cijfers 8766.
Aan de Waddenzeezijde is een vluchthaven. De snelweg heeft bij Breezanddijk een viaduct en een op- en afrit, zodat weggebruikers van beide rijbanen de verzorgingsplaats met het benzinestation kunnen bereiken en eventueel kunnen keren. Het viaduct is onmisbaar voor fietsers en ander langzaam verkeer, want het fietspad is aan de andere zijde van de snelweg: zonder viaduct zou Breezanddijk voor fietsers onbereikbaar zijn. 
Breezanddijk is een officieel schietterrein van het ministerie van Defensie.

## Camping
Naast reguliere bewoning is er nog een kleine kampeerplaats van Zeehengel- en kampeervereniging Het Wad, bestaande uit circa vijftig stacaravans. Er is elektriciteit en satellietinternet, maar geen riolering en stromend water. Het terrein wordt verpacht door Rijkswaterstaat. De camping is alleen toegankelijk voor leden van Zeehengel- en kampeervereniging 'Het Wad'.

## Galerij

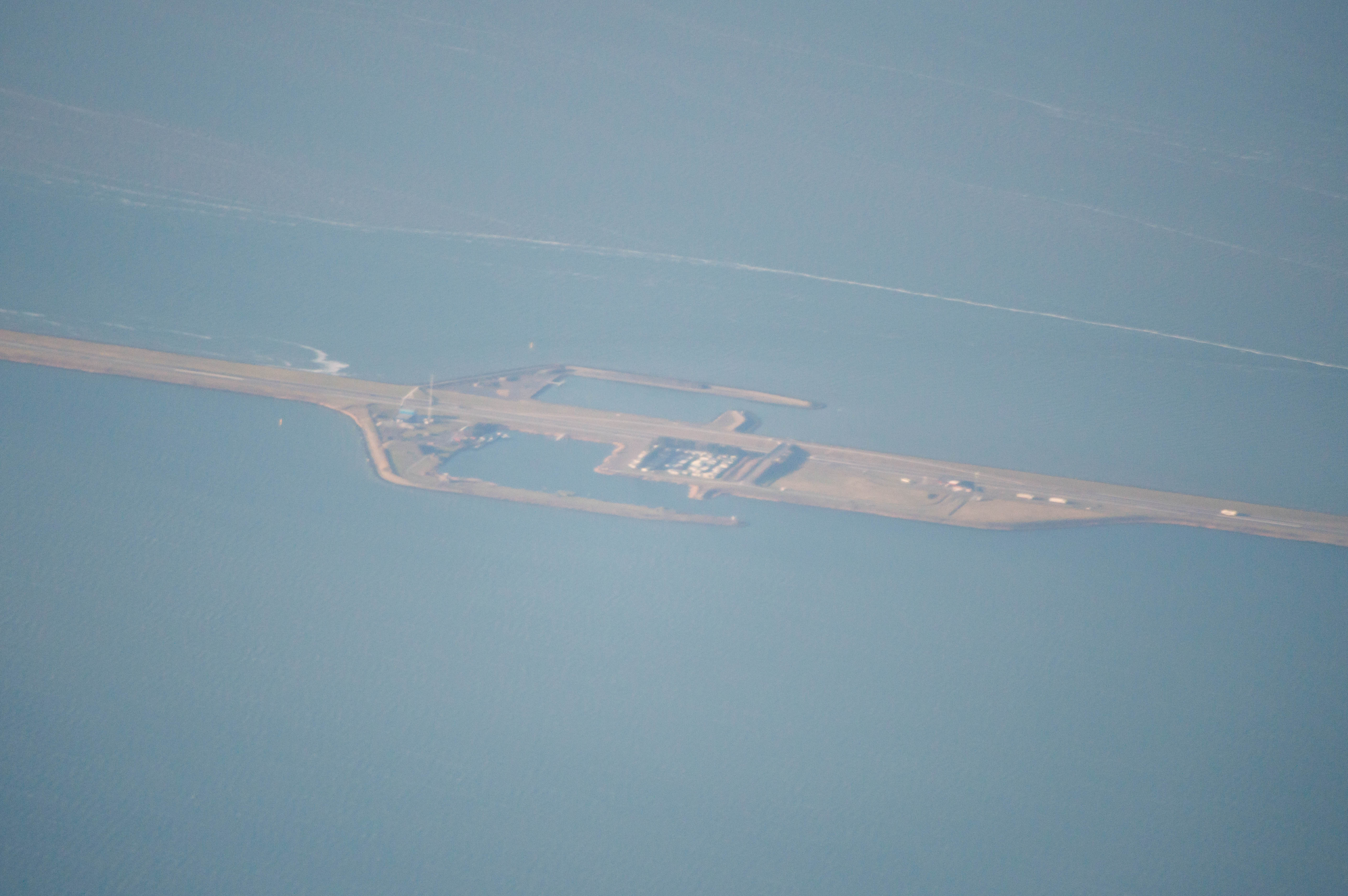
Luchtfoto uit 2014
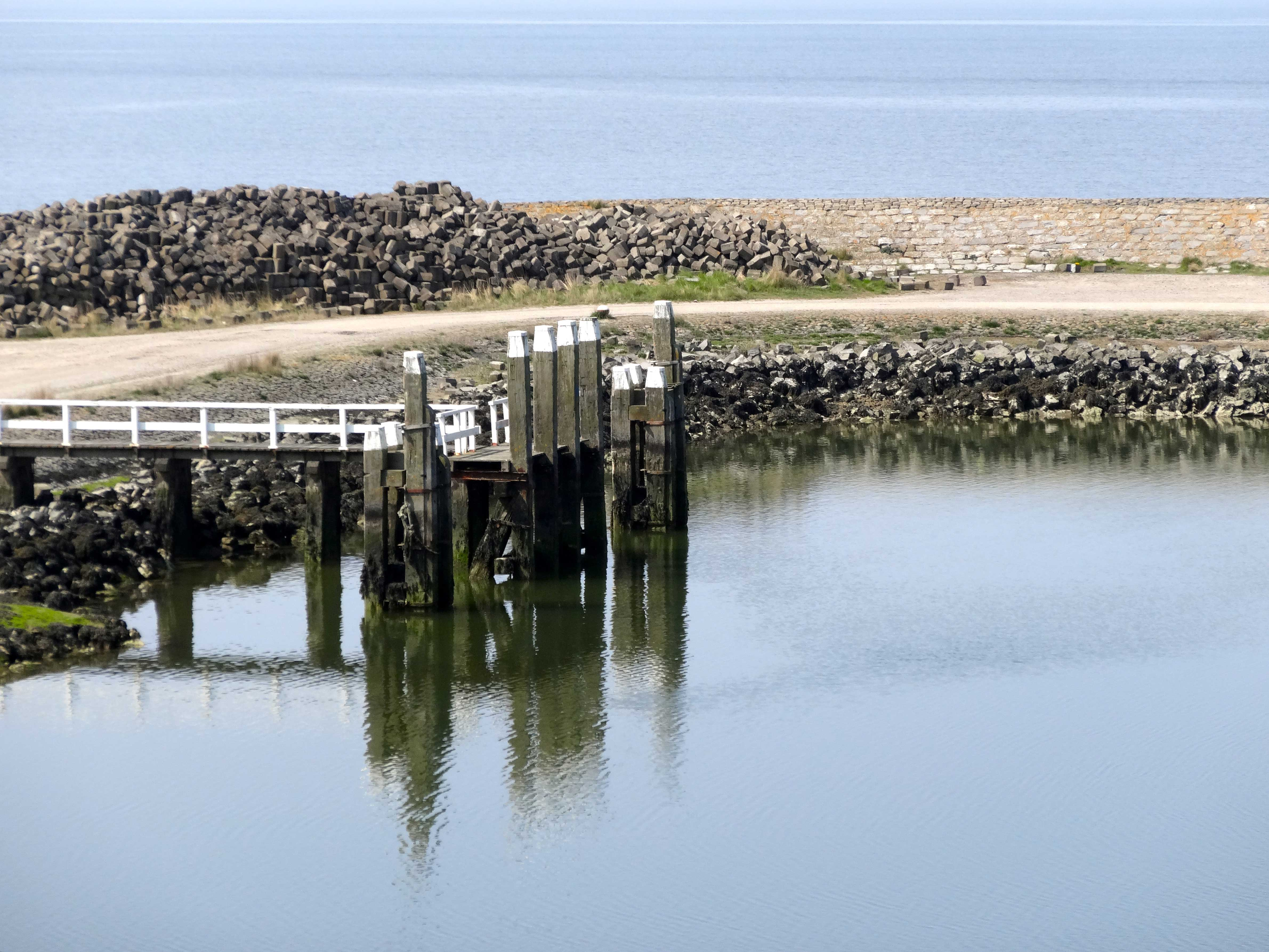
Noorderhaven van Breezanddijk anno 2013
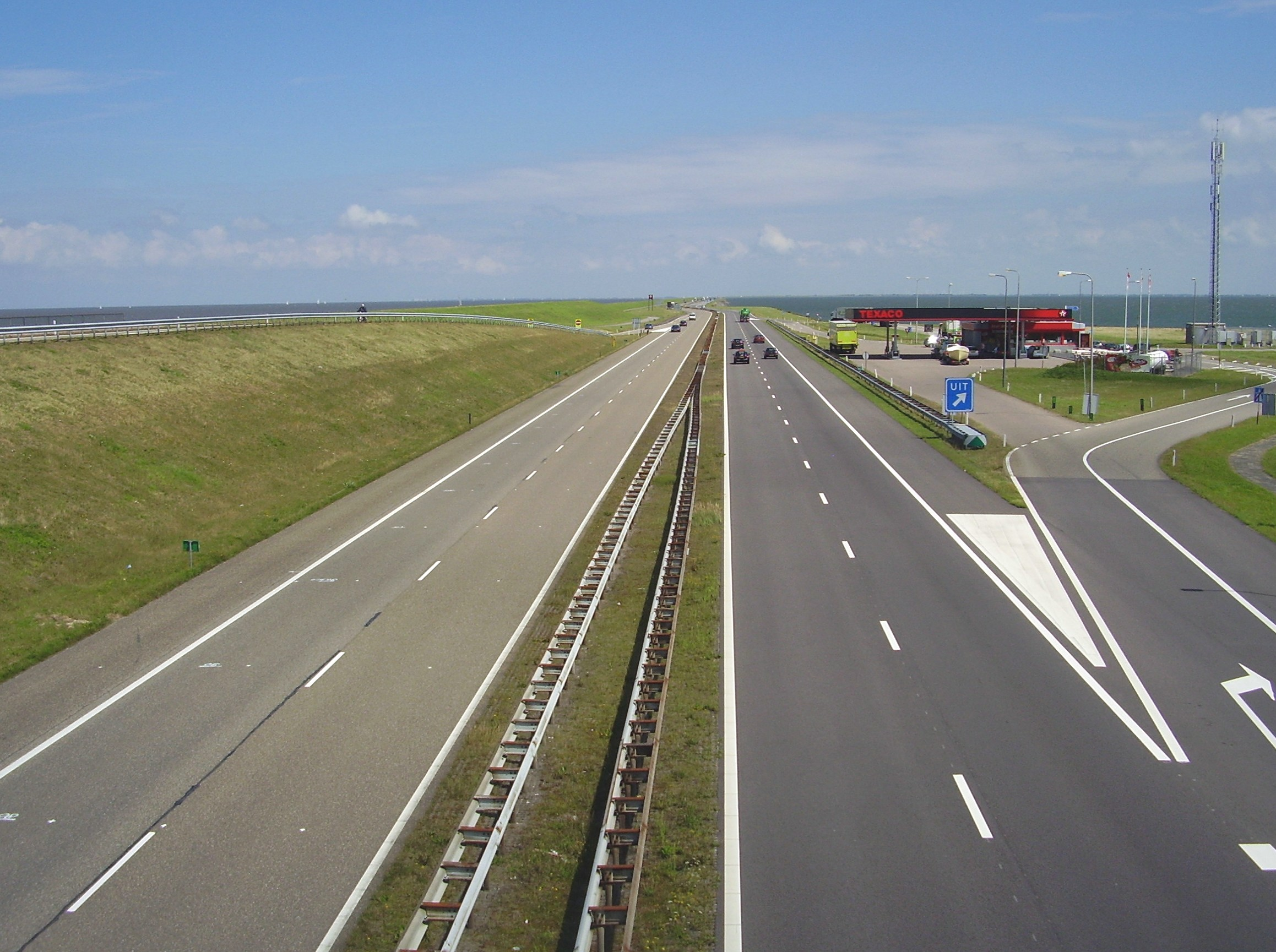
De Afsluitdijk bij Breezanddijk anno 2007

Steden: Bolsward · Hindeloopen · IJlst · Sneek · Stavoren · Workum

Dorpen en gehuchten: Abbega · Allingawier · Arum · Blauwhuis · Bozum · Breezanddijk · Britswerd · Burgwerd · Cornwerd · Dedgum · Deersum · Edens · Exmorra · Ferwoude · Folsgare · Gaast · Gaastmeer · Gauw · Goënga · Greonterp · Hartwerd · Heeg · Hemelum · Hennaard · Hichtum · Hidaard · Hieslum · Hommerts · Idsegahuizum · IJsbrechtum · Indijk · It Heidenskip · Itens · Jutrijp · Kimswerd · Kornwerderzand · Koudum · Kubaard · Loënga · Lollum · Longerhouw · Lutkewierum · Makkum · Molkwerum · Nijhuizum · Nijland · Offingawier · Oosterend · Oosterwierum · Oosthem · Oppenhuizen · Oudega · Parrega · Piaam · Pingjum · Poppingawier · Rauwerd · Rien · Roodhuis · Sandfirden · Scharl · Scharnegoutum · Schettens · Schraard · Sijbrandaburen · Terzool · Tirns · Tjalhuizum · Tjerkwerd · Uitwellingerga · Waaxens · Warns · Westhem · Wieuwerd · Witmarsum · Wolsum · Wommels · Wons · Woudsend · Zurich

Buurtschappen: Abbegaasterketting · Anneburen · Arkum · Atzeburen · Baarderburen · Baburen · Bernsterburen · De Bieren · De Blokken · De Hel · De Grits · De Kat · De Klieuw · De Polle · De Wieren · Dijksterburen · Doniaburen · Draaisterhuizen · Driehuizen · Eemswoude · Engwerd · Engwier · Exmorrazijl · Feyteburen · Flansum · Galamadammen · Gooium · Grauwe Kat · Grote Wiske · Grotewierum · Harkezijl · Hayum · Hemert · Hidaarderzijl · Hoekens · Hornsterburen · Idzega · Idserdaburen · Indijk (Bozum) · Jet · Jonkershuizen · Jousterp · Jouswerd · Kampen · Kleine Gaastmeer · Kleine Wiske · Kleiterp · Kooihuizen · Koufurderrige  · Kromwal · Koudehuizum · Laaxum · Laad en Zaad · Lippenwoude · Lytshuizen · Makkum (Bozum) · Meilahuizen · Montsamaburen · Nijeburen · Nijeklooster · Nijezijl · Oosthem (Witmarsum) · Osingahuizen · Piekezijl · Remswerd · Rijtseterp · Scharneburen · Schrok · Sieswerd · Sjungadijk · Smallebrugge · Sotterum · Speers  · Strand · Swaanwerd · Swarte Beien · Tsjerkebuorren · Vierhuizen · Viersprong · Vijfhuis · Vissersburen  · Het Vliet· Westerlittens · Wolsumerketting · Wonneburen · Ypecolsga

 Voormalige buurtschappen: Aaksens · Angterp · De Band · Barsum · De Bird · Bittens · Bloemkamp · Bootland · Bovenburen · Doniawier · Goëngamieden · Hiddum · Houw · Knossens · De Nes · Ottenburen · Sandfirderrijp · Slijp · Spijk · De Weeren 

Friesland: Steden en dorpen      Nederland: Provincies · Gemeenten